# أليخاندرو باسو
أليخاندرو باسو (بالإنجليزية: Alex Basso)‏ هو لاعب كرة الصالات ‏ ولاعب كرة قدم أمريكي، ولد في 1960 في الأرجنتين. لعب مع سان خوزيه إيرث كويكس.